# Presentador de noticias

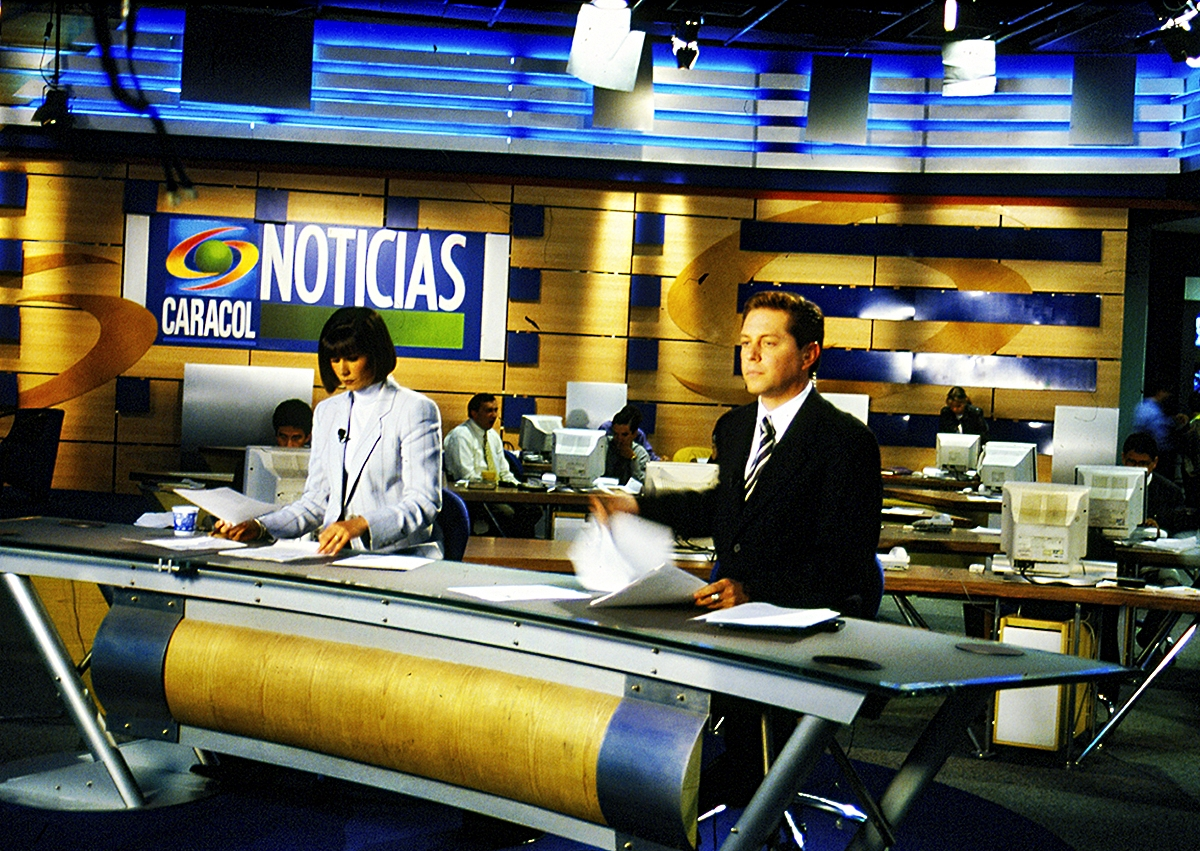
Estudio de Noticias Caracol al iniciar su respectivo noticiero en 1998, en la imagen los presentadores de noticias María Cristina Uribe e Isaac Nessim.

Un presentador de noticias o presentador de informativos, también conocido como conductor, es el encargado de transmitir las noticias mediante la televisión o la radio. Forma parte del proceso informativo del programa.  El presentador es un periodista que hace de intermediario entre noticia y espectador, ayudando al éxito del programa.

## Descripción general
Los presentadores de informativos o noticiarios se exponen ante las cámaras para contar y describir las noticias del día manejando una serie de cualidades. 
Además de ello, el presentador tiene varias funciones. Por un lado destaca la función de personalizar, ya que la información en televisión y en radio se transmite mediante una persona y así dar una credibilidad a la noticia.Por otro lado, está la función de dar continuidad, con la que el presentador tratará de organizar las informaciones de manera que no se pierda el hilo comunicativo.
Además de estas funciones, otro aspecto es el lenguaje de los informativos. En estos programas, el conductor debe transmitir la noticia mediante un lenguaje verbal y no verbal. Las palabras se mezclan con la gesticulación y sonidos del presentador para así entretener al espectador. 
En definitiva, el presentador debe transmitir la noticia de manera en la que no se pierda la credibilidad y el interés del espectador, ya sea mediante la televisión o la radio.

## Cualidades del presentador
El papel de presentador no lo puede hacer cualquier periodista, y es por ello que, para realizar este puesto, el presentador debe de manejar siempre una serie de cualidades.
La credibilidad es la cualidad más importante de todo presentador de noticias. Pues es el principal encargado de hacer creer al espectador la veracidad de lo que se transmite en un noticiero. Creer en el presentador significa confiar en que lo que cuenta el informativo es totalmente cierto. Armand Balsebre definió el término credibilidad como la confianza que uno deposita en el otro, a partir de la cual procedemos a un acto de fe, es decir, creemos en lo que nos dice el otro, creemos en sus palabras.
La profesionalidad consiste en que el presentador tiene que dar la sensación al espectador de que no solo sabe leer las noticias, sino que trata de entenderlas y buscar soluciones en acontecimientos inesperados o apariciones públicas. Otra cualidad es la imparcialidad, la cual entiende que el presentador debe ser neutral, objetivo y tener un respeto por la verdad.
La personalidad y la autoridad, las cuales van unidas, hacen referencia a cuando el presentador tiene que tener su propia personalidad y transmitir una cierta autoridad, humanizando las noticias. Estas cualidades se unen a la experiencia, ya que con el paso de los años, el presentador aprende de los fallos cometidos.
No se puede pasar por alto la concentración y tranquilidad. Estas ayudan a leer con claridad y de la mejor manera las noticias ante las cámaras. Es por ello, que la claridad es otra de las cualidades. El uso de un lenguaje claro ayuda a que el espectador entienda bien lo que se está contando.
Por último, la buena imagen y la buena voz cierran el bloque de cualidades. Las características físicas del presentador y el estilismo del mismo ayudan a la hora de crear una imagen al programa, aunque se tiene que evitar que el presentador sea el foco de atención en vez de la noticia. Por su parte, la voz debe resultar agradable para el oído y también debe buscar la expresividad mediante la entonación, vocalización, ritmo y actitud.

## Primeros presentadores de noticias en España
En los primeros años de la dictadura de Franco, surge en España un nuevo tipo de programa televisivo. El Telediario nació en 1957, dirigido por José de las Casas y Ángel Marrero. Dicho programa  informativo, estaba presentado por Jesús Álvarez García, siendo este el primer presentador de noticias televisivas de España.
El programa estaba dirigido por un único conductor y este se encargaba de memorizar los textos para luego recitarlos y exponerlos frente a las cámaras. El informador trataba de no identificarse con los hechos narrados, sino que se centraba en recitar las noticias. Al haber poca tecnología, los contenidos de los informativos dependían en multitud de ocasiones en los contenidos del NO-DO o de Radio Nacional.
La imagen del presentador estaba recreada con un traje y corbata los hombres, y con un vestuario sin brazos, escote y hombros al descubierto en las mujeres, . Asimismo, el presentador manejaba un lenguaje claro y conciso con una media de 150 palabras por minuto.